# Le Rêve
Le Rêve – 50-piętrowy budynek mieszkalny w Dubai Marina w Dubaju w Zjednoczonych Emiratach Arabskich. Budynek ma wysokość 210 m, został ukończony w 2006 roku